# Lithobius guatemalae
Lithobius guatemalae är en mångfotingart som beskrevs av Henri W. Brölemann 1900. Lithobius guatemalae ingår i släktet Lithobius och familjen stenkrypare.
Artens utbredningsområde är Guatemala. Inga underarter finns listade i Catalogue of Life.